# Honea Path

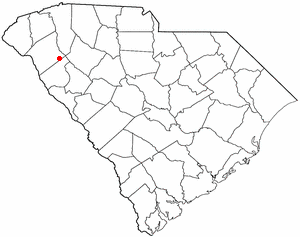
Honea Path

Honea Path – miasto na południowym wschodzie hrabstwa Anderson stanu Karolina Południowa w Stanach Zjednoczonych. Całkowita powierzchnia wynosi 9 km². Brak wód w obrębie miasta. W roku 2000 liczba mieszkańców wyniosła 3 504.

## Biblioteka Carnegie
Znajduje się tutaj jedna z bibliotek ufundowana przez Andrew Carnegie.

## Historia
W 1934 roku doszło do walk między pracownikami branży tekstylnej a ich przełożonymi. Użyto broni palnej.